# Militärflugplatz Reims-Champagne

i7
i11
i13
Die Base aérienne 112 Reims-Champagne (B.A. 112) war ein Militärflugplatz der französischen Luftstreitkräfte (Armée de l’air). Die ehemalige Haupteinsatzbasis, die seit 1953 nach Kommandant Edmond Marin La Meslée benannt war und Ende Juni 2011 geschlossen wurde, liegt im Département Marne im Norden der Gemeinde Bétheny, etwa acht Kilometer nördlich von Reims.

## Geschichte

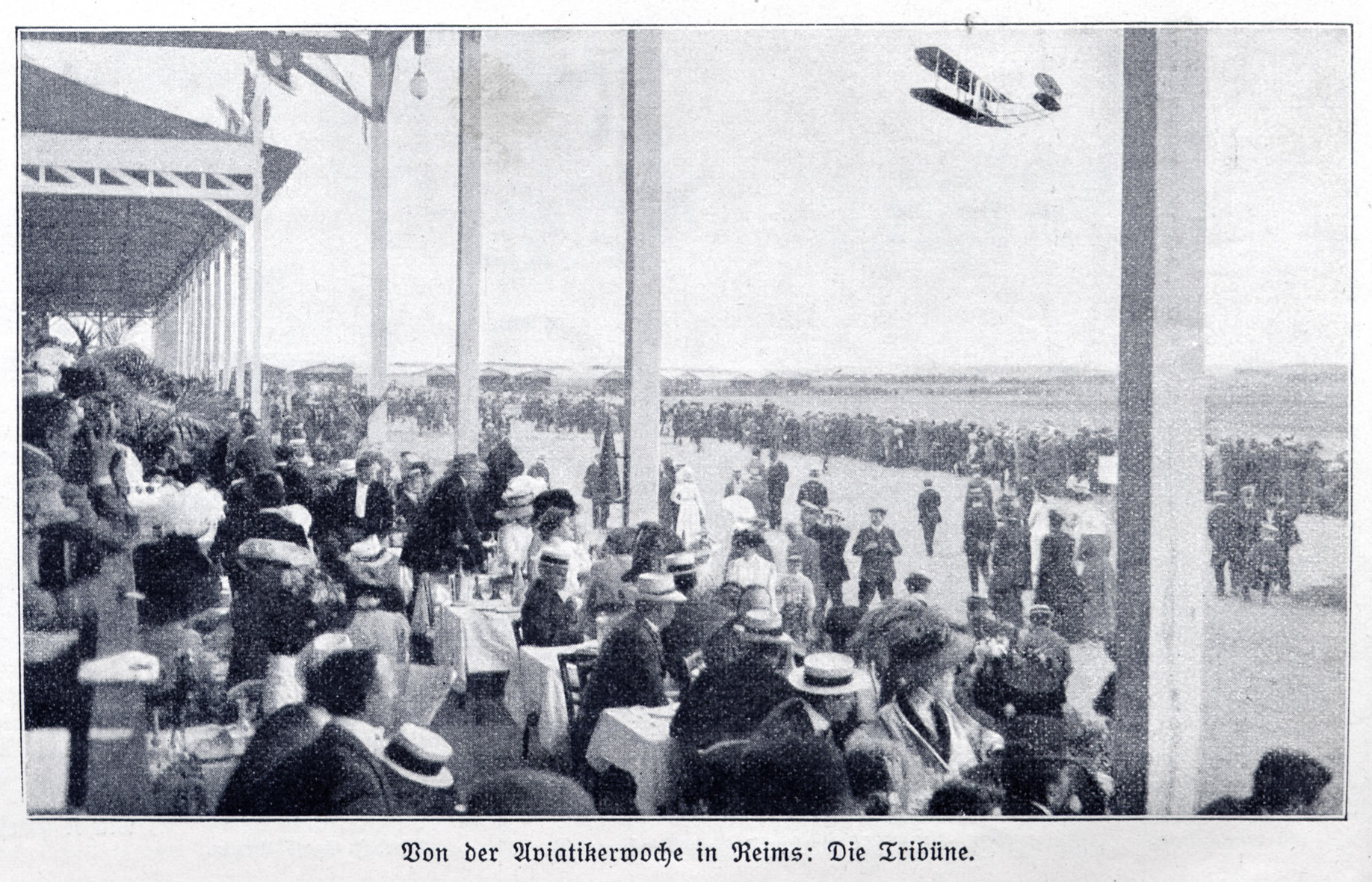
Die Flugwoche Reims (Grande Semaine d’Aviation de la Champagne) im August 1909

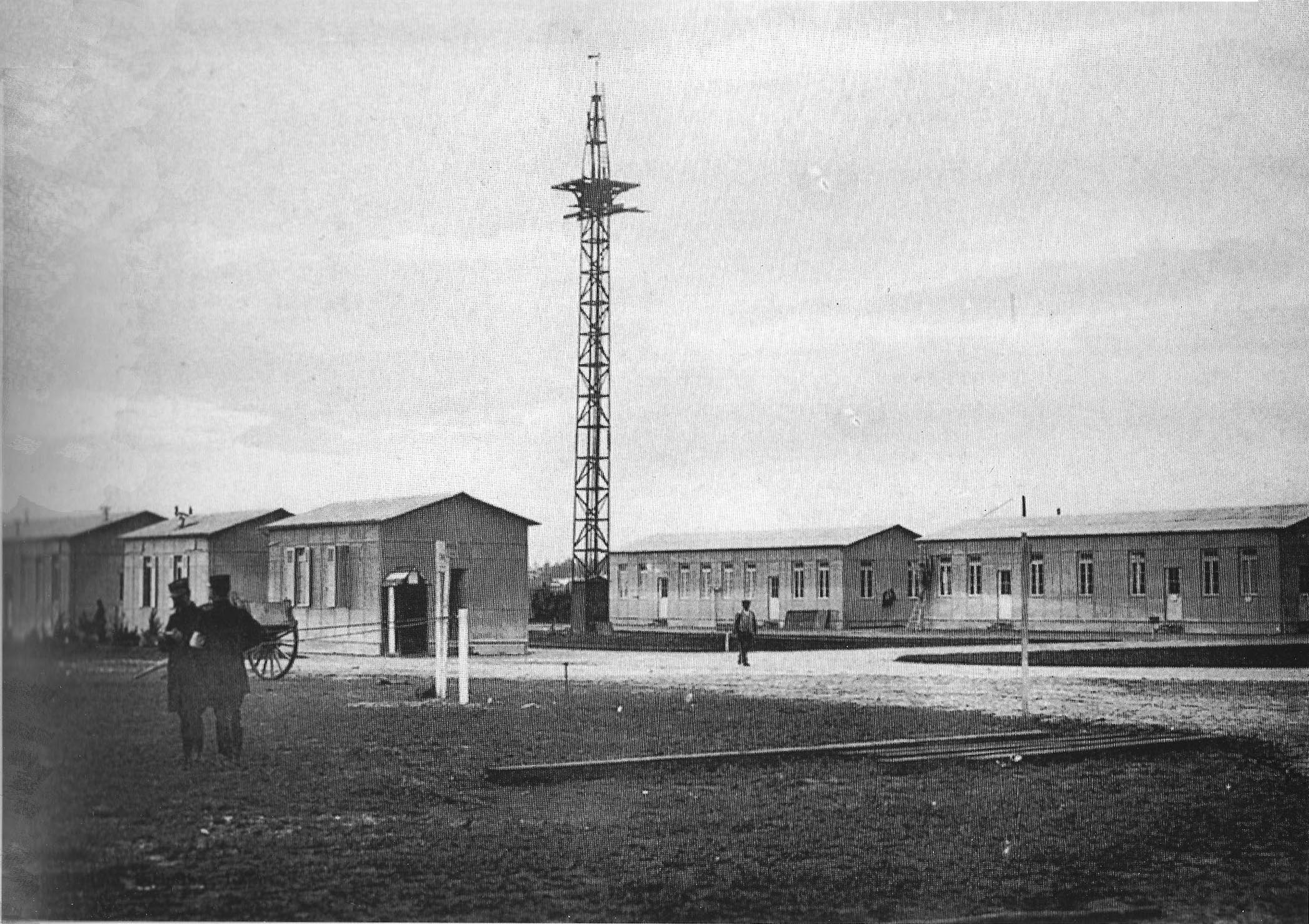
Basis Reims-Bétheny, 1911

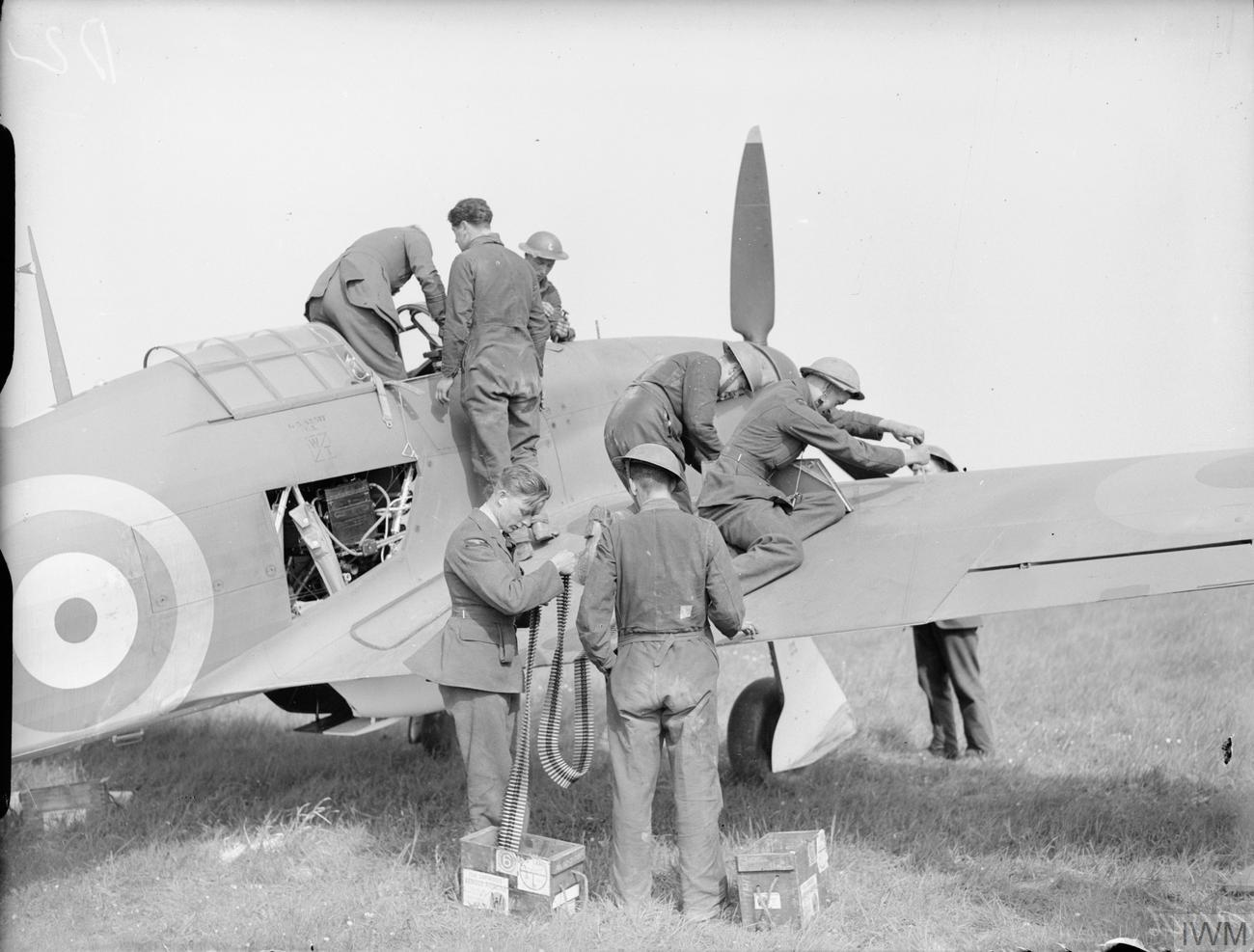
Hurricane Mk.I 73. Sqn. (RAF), 1939/40

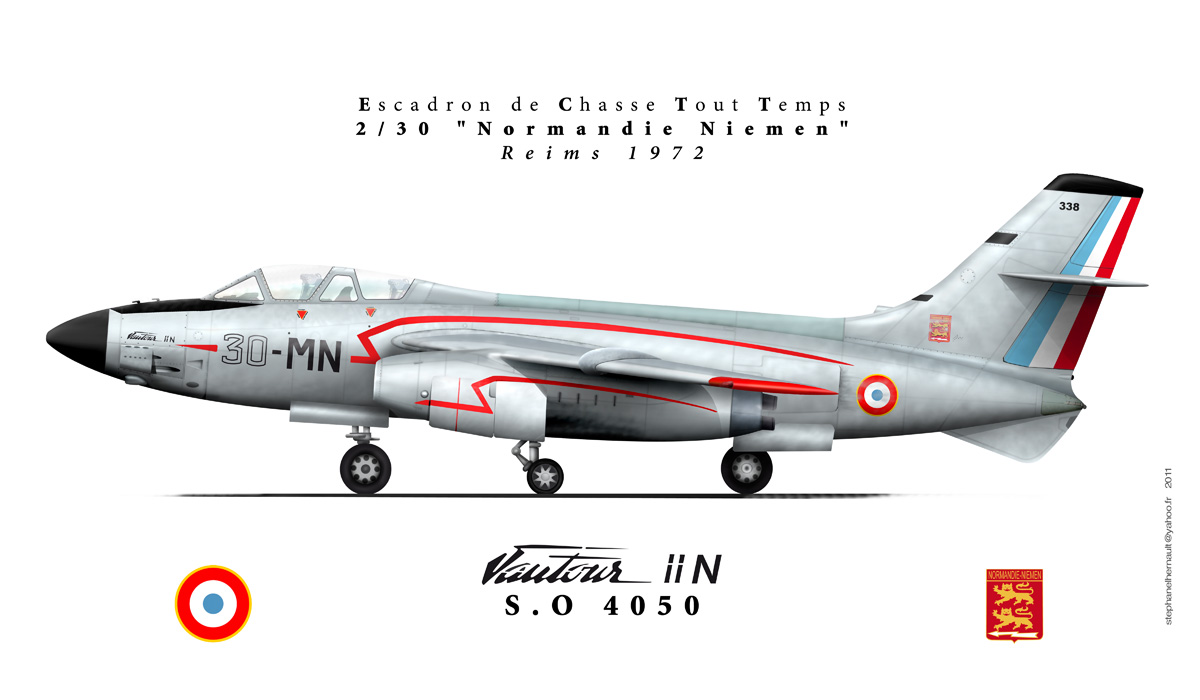
Vautour IIN, ECTT 2/30 „Normandie-Niemen“, 1972

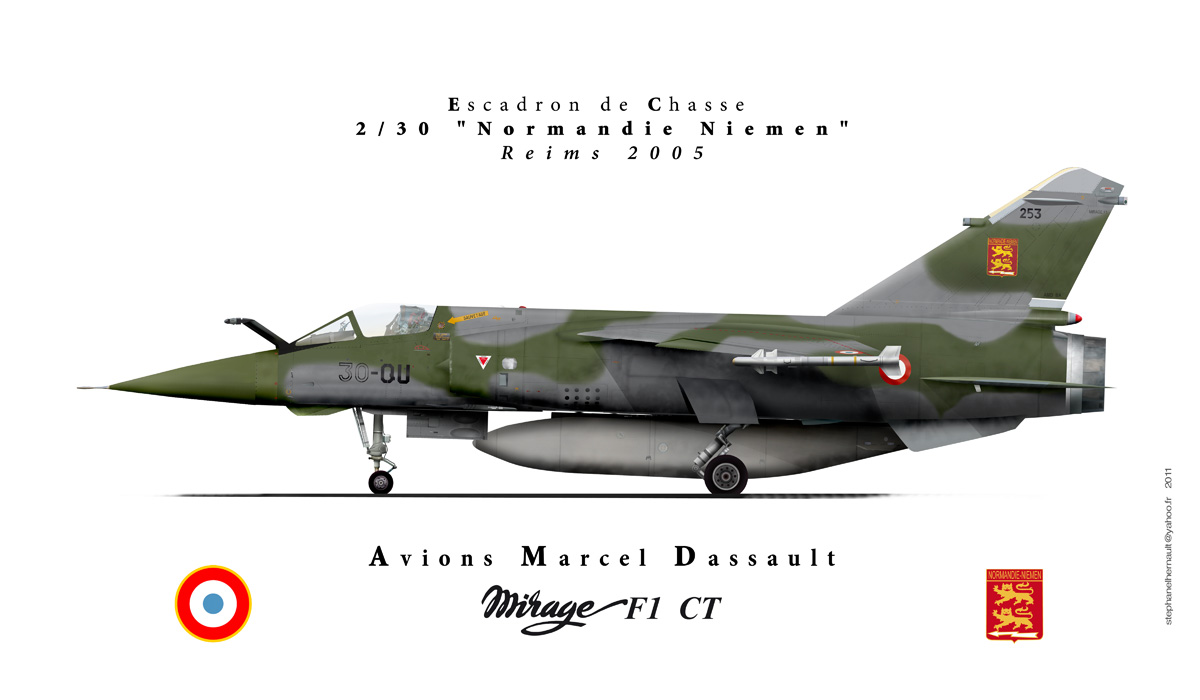
Mirage F1CT, EC 2/30 „Normandie-Niemen“, 1993

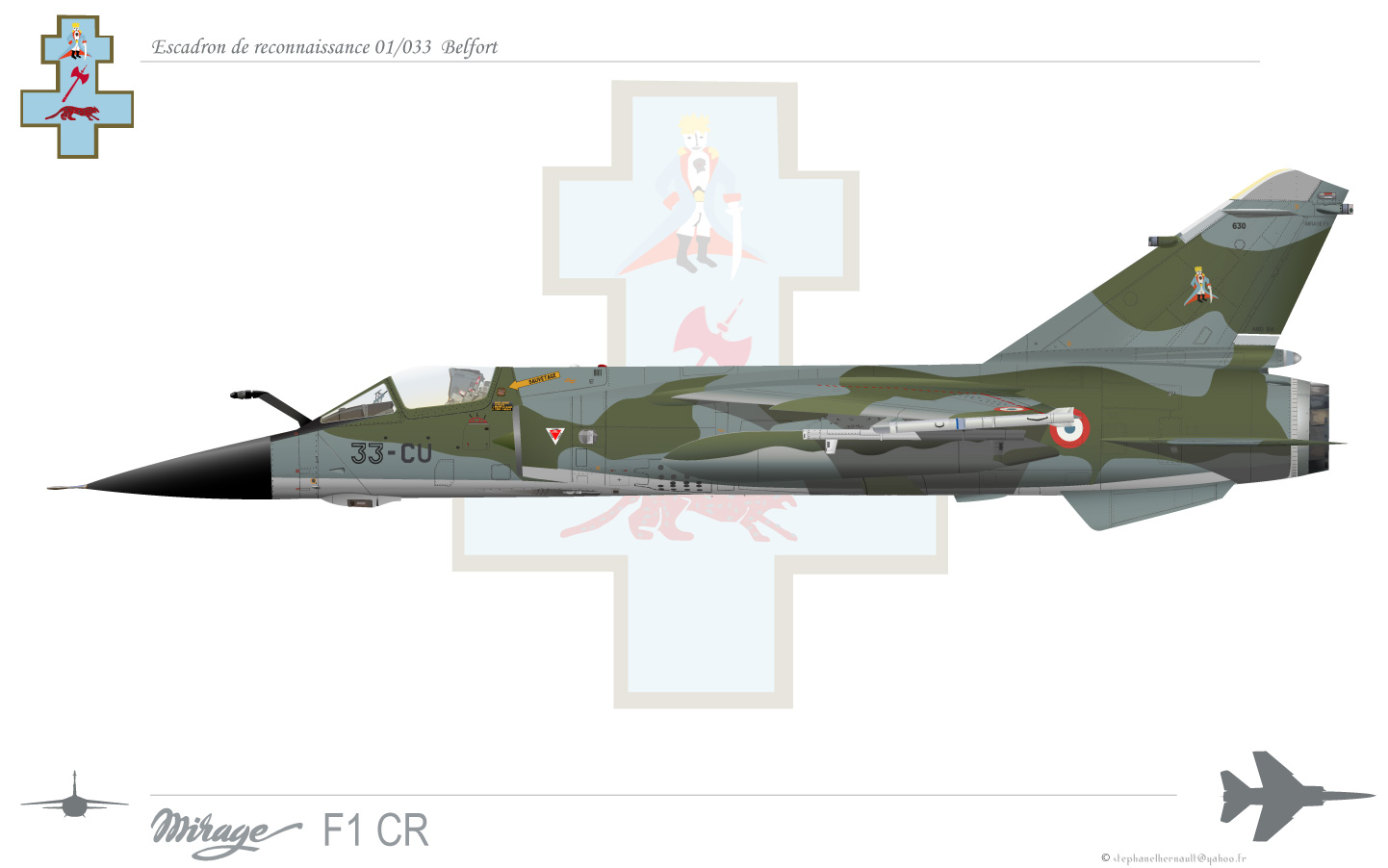
Mirage F1CR, ER 1/33 „Belfort“, 2008

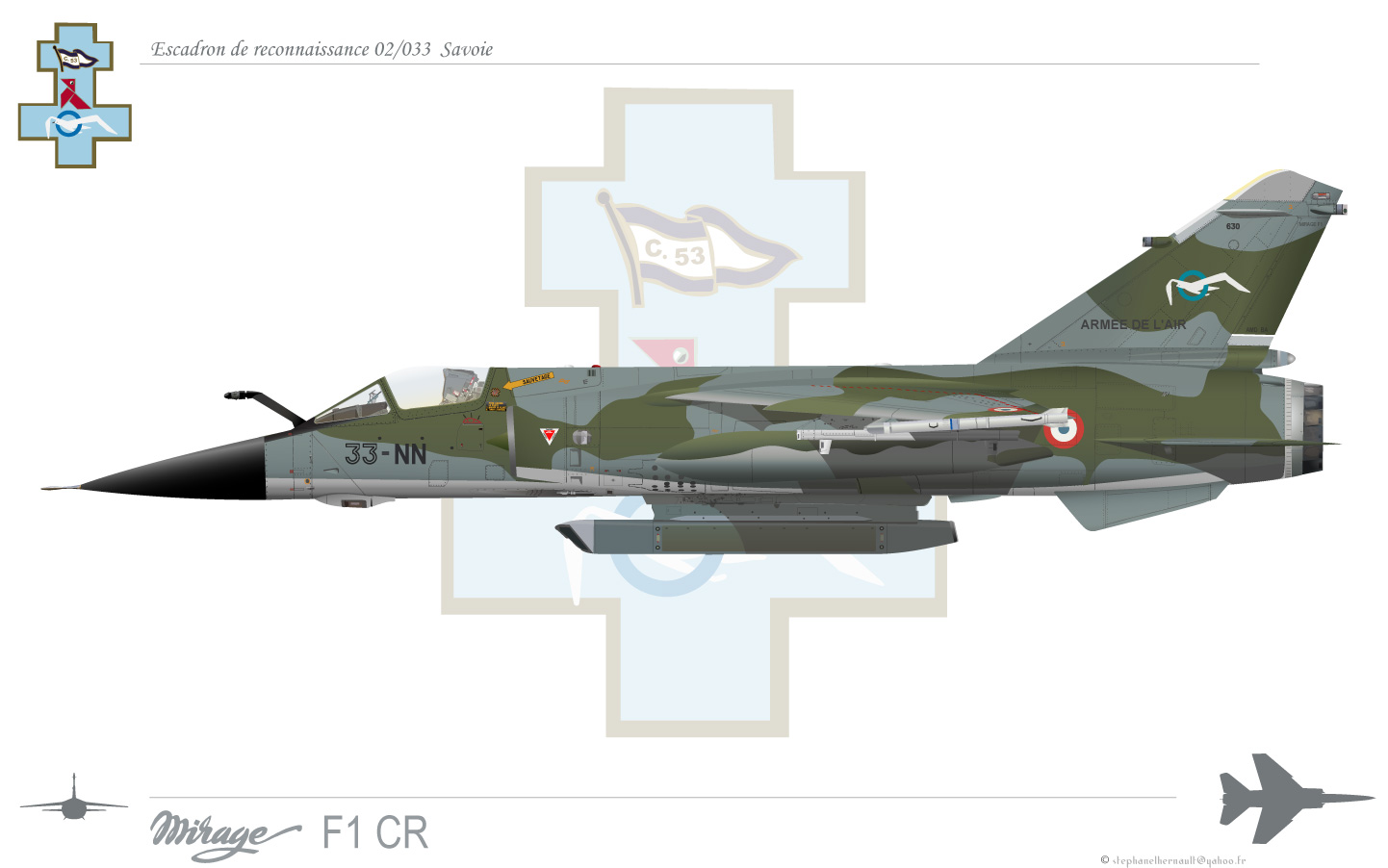
Mirage F1CR, ER 2/33 „Savoie“, 2008

Ende August 1909 war das Gelände Schauplatz der Grande Semaine d’Aviation de la Champagne, der dritten internationalen Luftfahrtschau überhaupt (nach Douai und Frankfurt am Main zuvor im gleichen Sommer), die mehr als 1 Million Besucher zählte.
Bereits nach Ausbruch des Krieges war Reims ein militärisch genutzter Flugplatz. Hier lag unter anderem die noch heute in veränderter Form bestehende Jagdfliegerstaffel Escadrille des Cigognes (dt. „Geschwader der Störche“); der Platz musste jedoch auf Grund des Vormarschs des deutschen Heeres aufgegeben werden. Im weiteren Verlauf dieser Auseinandersetzung verlief hier die Westfront.
Der Bau einer zeitgemäßen permanenten Basis wurde 1925 genehmigt und ihre Eröffnung fand drei Jahre später im Oktober 1928 statt. Der Flugplatz besaß zu diesem Zeitpunkt ein Gras-Flugfeld, ein betoniertes Hallenvorfeld und diverse Hangars und Unterstützungseinrichtungen. Der erste Nutzer waren die Breguet 19-Bomber des 12e régiment d’aviation de bombardement.
In den 1930er Jahren wurde die Basis erweitert und war unter anderem Stützpunkt der Jagdflugzeuge des 4e (1933) und 5e escadre de chasse (1936/37) und der 2e groupe des 13e escadre de chasse de nuit (1939), einer Nachtjagdgruppe. Ebenfalls seit 1933 befand sich hier das Testzentrum centre d'expériences aériennes militaires. Reims war Aushängeschild der Luftstreitkräfte und erhielt Ende der 1930er Jahre mehrmals Besuch hochrangiger ausländischer Luftwaffenoffiziere, so auch 1937 des deutschen Generals Erhard Milch. Stationierte Flugzeugtypen waren 1939 eine Vielzahl von Curtiss P-36, einige Dewoitine D.500 sowie die Bloch MB.210 des 12e escadre de bombardement, einem Bombergeschwader.
Nach Ausbruch des Zweiten Weltkrieges wurden weitere Verbände nach Reims-Champagne verlegt. Hierzu zählten die I und II/15 Gruppe, die mit Farman F.222 ausgerüstet waren. Daneben waren hier auch Fairey Battle der britischen Royal Air Force stationiert.
Nach dem Waffenstillstand vom Juni 1940 wurde der Flugplatz Reims-Champagne ein Fliegerhorst der deutschen Luftwaffe, der als "Flugplatz A213/XI" bezeichnet wurde. Der erste hier liegende fliegende Verband war das mit Ju 88A ausgerüstete Kampfgeschwader 77, das bei der Luftschlacht um England zum Einsatz kam. Dessen II. Gruppe (II./KG 77) lag hier zwischen Oktober 1940 und März 1941. Hinzu kamen im Februar/März 1941 noch Stab (S./KG 77) und I. Gruppe (I./KG 77).
Nach über drei Jahren Nutzung insbesondere als Wartungs- und Reparaturbetrieb für Ju 88, und einiger Bombenangriffe der Eighth Air Force der United States Army Air Forces (USAAF) wurde der Platz Wochen nach Beginn der alliierten Invasion in der Normandie in der zweiten Hälfte des August 1944 Stützpunkt von Fw 190 Abfangjägern der II. Gruppe des Jagdgeschwaders 6 (II./JG 6), wobei ein Teil in Herpy lag, und der I. Gruppe des Jagdgeschwaders 11.
Der Flugplatz wurde am 30. August 1944 von den Amerikanern befreit und nach kurzer Instandsetzung als Airfield A.62 zunächst ein Stützpunkt Ninth Air Force. Nach Nutzung durch die C-47 der 440th Troop Carrier Group im September, kamen Mitte des Monats die P-47 der 373d Fighter Group nach Reims, die bis Ende Oktober 1944 von Reims operierten. Später wurde der Flugplatz eine Nachschubbasis und ab Februar 1945 Heimat der US-Kurierflugzeuge des alliierten Hauptquartiers in Reims. Generaloberst Alfred Jodl verbrachte hier die Nacht, bevor er am 7. Mai 1945 die Kapitulation der Wehrmacht unterzeichnete.
Frankreich erhielt die Einrichtung im Juli 1945 zurück und sie wurde zunächst als Lagerstätte nicht mehr benötigter US-Flugzeuge genutzt, die teilweise noch an befreundete westeuropäische Luftstreitkräfte abgegeben wurden.
Die Basis wurde ab 1949 reaktiviert und komplett als jettaugliche NATO-Basis neu errichtet und für elf Jahre Heimat des 3e escadre de chasse, eines Jagdgeschwaders. Zunächst lagen hier ab 1950 Vampires, gefolgt 1951 von F-84 und 1959 F-100. Französische Flieger verlegten 1956 während der Suez-Krise von Reims nach Ägypten und Zypern.
Im Jahr 1961 wechselte der Verband anstelle des 3. Jagdgeschwaders trat das 30. Allwetter-Jagdgeschwader, 30e escadre de chasse tout temps, das zunächst mit Vautour IIN ausgerüstet war. Daneben beherbergte Reims zwischen 1961 und 1978 auch noch das 62. Lufttransportgeschwader, 62e escadre de transport, das mit der Nord 2501 ausgerüstet war.
Im Juni 1966 gesellte sich die Jagdgruppe escadron de chasse tout temps 2/30 (EC 2/30) „Normandie-Niemen“ zur EC 3/30 „Lorraine“ nach Reims und im Dezember 1973 trafen die ersten Mirage F1 in der Champagne ein.
Die Jagdgruppe „Normandie-Niemen“ verlegte 1993 nach Colmar und das 30. Jagdgeschwader wurde 1994 aufgelöst. An seine Stelle traten im Februar 1994 die beiden bisher in Strasburg liegenden und mit der Mirage F1CR ausgerüsteten Aufklärungsgruppen 1/33 (ER 1/33) „Belfort“ und ER 2/33 „Savoie“. Zeitgleich wurde aus der Jagdgruppe EC 3/30 die Aufklärungsgruppe ER 3/33 „Lorraine“.
Im September 1996 zelebrierte Papst Johannes Paul II. anlässlich der 1500-jährigen Wiederkehr der Taufe Chlodwigs I. eine Messe in Reims.
Die Gruppe ER 3/33 wurde 2005 als Mirage-Einheit deaktiviert und 2008 wurde verkündet, dass die Basis 112 geschlossen werden sollte. Nach einem Flugtag zur 100-Jahr-Feier der ersten Luftfahrtschau im August 2009 verließen die letzten Mirage F1 der Gruppe ER 2/33 Reims im Juli 2011 und im Juni des darauffolgenden Jahres wurde der Flugplatz geschlossen.

## Heutige Nutzung
Nach Abzug des Militärs im Mai 2012 ist die Liegenschaft ungenutzt.